# Dongshantempel van Guangzhou
Dongshantempel van Guangzhou is een boeddhistische tempelcomplex in de Chinese stad Guangzhou, in de provincie Guangdong. De tempel heette oorspronkelijk Yongtaitempel (永泰寺).
De tempel is in 1485 gebouwd. Omdat de tempel door een eunuch is gebouwd, werd de tempel ook Eunuchtempel genoemd (太监庙). In 1650 werd de tempel in de voorhal en de Zhenwutempel ingedeeld. In 1950 werd de tempel officieel door het volksdistrictberaad vastgesteld als Dongshantempel.